# Recceswinth
Recceswinth (gestorven: 1 september 672) was vanaf 20 januari 649, eerst als medekoning van zijn vader Chindaswinth, en vanaf 653 tot aan zijn dood in 672 koning van het Visigotische Rijk.

## Biografie
Recceswinth's vader stelde nog voor zijn dood zijn opvolging vast door zijn zoon in het jaar 649 aan te stellen als medeheerser. Waarschijnlijk ging hij tot deze stap over door druk van enkele bisschoppen. Na de dood van Chindaswinth volgde Recceswinth hem ook daadwerkelijk op en werd vrijwel meteen geconfronteerd met een opstand tegen zijn regering. Deze werd geleid door de Visigotische edelman Froia, die ook Basken had weten te rekruteren. De opstandelingen belegerden de stad Zaragoza, maar Recceswinth wist de opstand neer te slaan maar kwam wel verzwakt uit de strijd.
In 654 kwam een uitgebreide wet, de Liber iudiciorum, onder Recceswinth tot stand. Onder zijn bewind bereikte het antisemitisme van de Visigoten een hoogtepunt. Zo werd het vieren van de Pesach en joodse huwelijksceremonies verboden en verloren de joden het recht om rechterlijke stappen tegen christenen te ondernemen. Daarnaast ondernam Recceswinth pogingen om zich op te werpen als verdediger van het geloof. Afgaande op de munten die in zijn tijd zijn geslagen is het mogelijk dat hij de volledige Byzantijnse regalia overnam. Hij was ook verantwoordelijk voor de vervaardiging van de votiefkroon die onderdeel uitmaakt van de schatten van Guarrazar. Recceswinth werd na zijn dood opgevolgd door Wamba.

## Votiefkroon
De votiefkroon van Recceswinth werd in zevende eeuw vervaardigd en was bedoeld om met kettingen boven een altaar te hangen. De diameter van de kroon is 20,6 centimeter en de keten is 26,5 centimeter lang. Aan de kroon hangen 24 hangers die de zin RECCESVHINTVS REX OFFERET spellen. De kroon was onderdeel van een schat die werd begraven in de plaats Huertas de Guarrazar, ten zuidwesten van Toledo. Deze schat werd in 1858 ontdekt.